# Нахала (мошав)
Нахала (ивр. נַחֲלָה‎) — мошав в Израиле, расположенный в низменной местности к северу от Кирьят-Гата. Принадлежит региональному совету «Йоав». Мошав основан в 26 июня 1953 года выходцами из Йемена, в поселении, населенном смешанным населением численностью около 400 жителей.

## История
Основатели мошава, выходцы из Йемена, прошли через множество лишений в Израиле, пока не прибыли в Нахалу. В 1950 году их привезли из перевалочного пункта Эйн-Шемер для проживания в мошаве Агур возле Бейт-Гуврина. После того, как им было трудно удержаться на этом месте, их перевели в «Катру», в районе Оры и Аминадава в Иерусалимском коридоре. Но даже там им не удалось удержаться, и тогда поселенческие учреждения раскололи их на две группы, присоединившиеся к Кеслону и Месилат-Циону. В 1953 году группы воссоединились и расселились на месте нынешнего мошава Нахала.
Рядом с мошавом в самом высоком месте находится несколько старых карьеров, в северо-восточной части мошава находятся руины под названием Хорват-Сомиль.
Поселение названо в честь организации «Менуха ве-Нахала», основавшей Реховот.

## Галерея

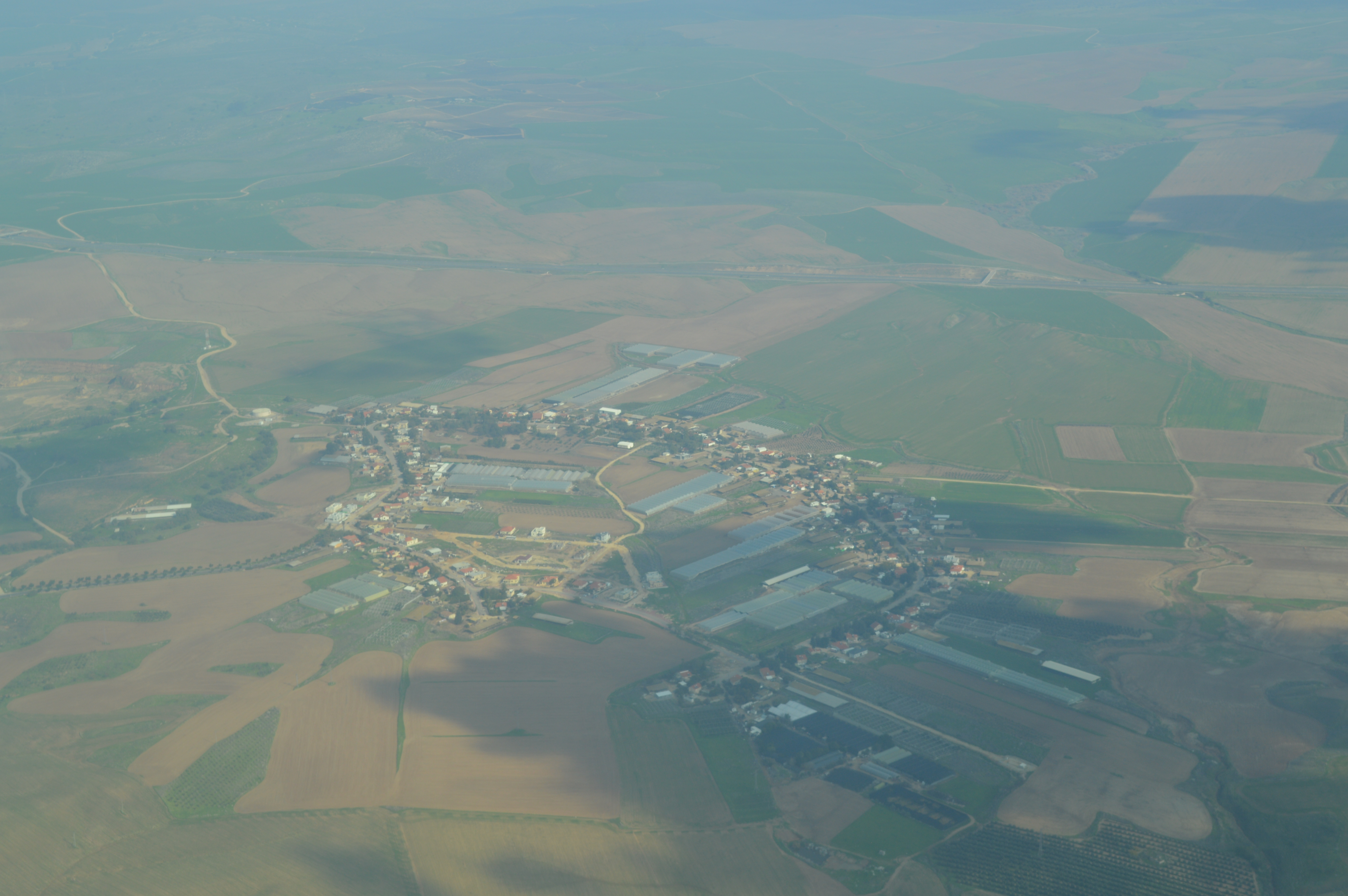
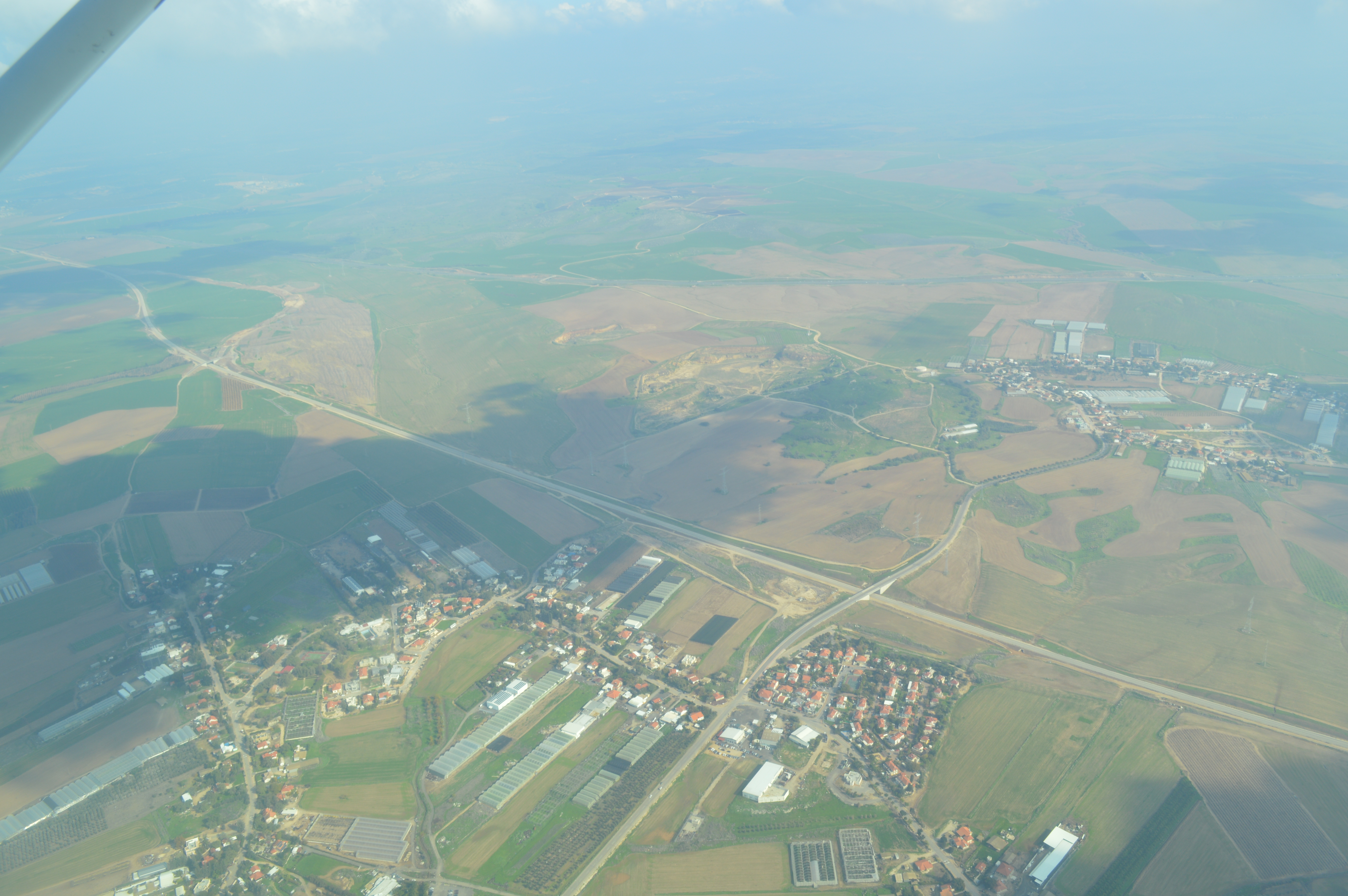
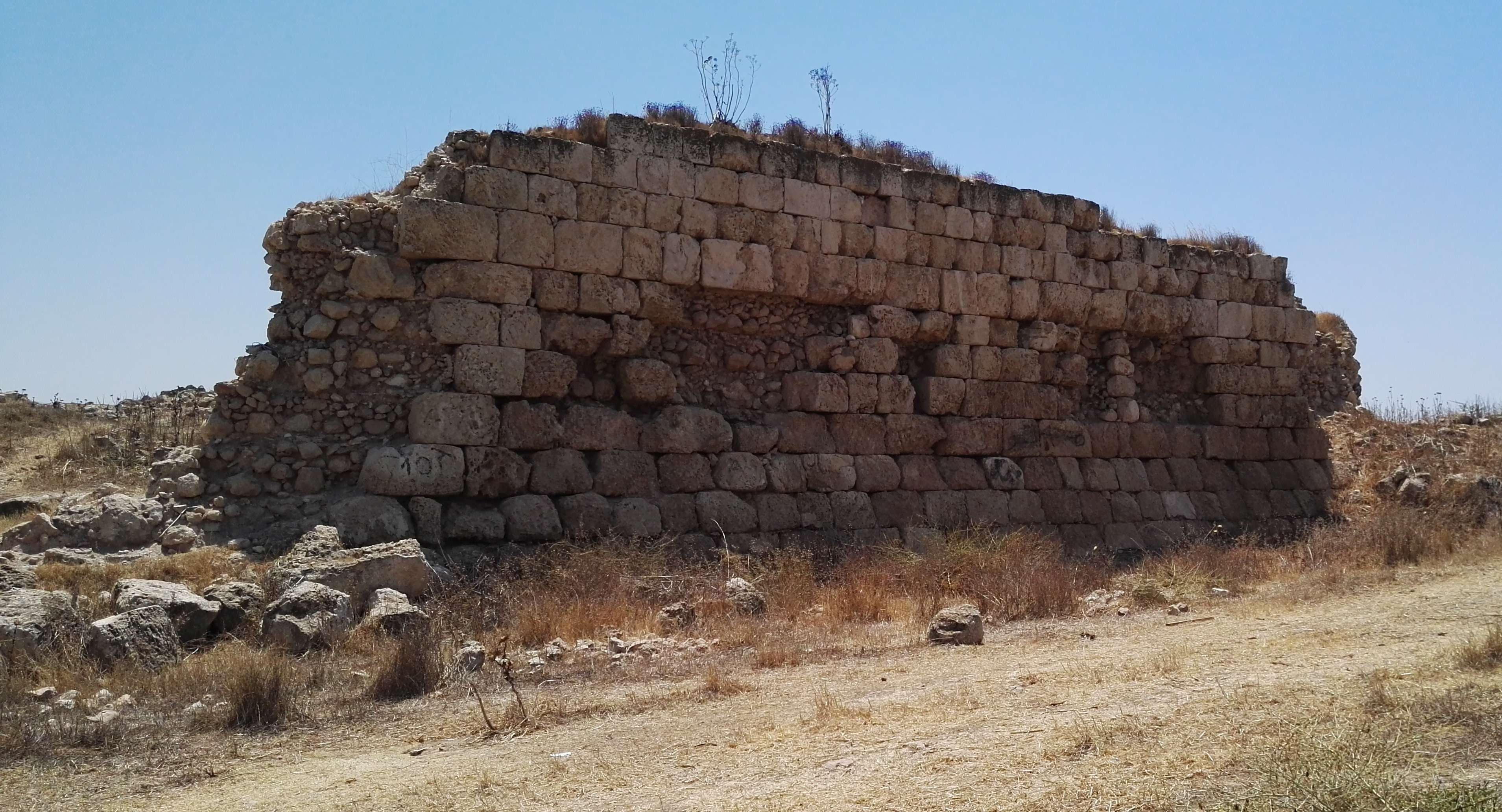
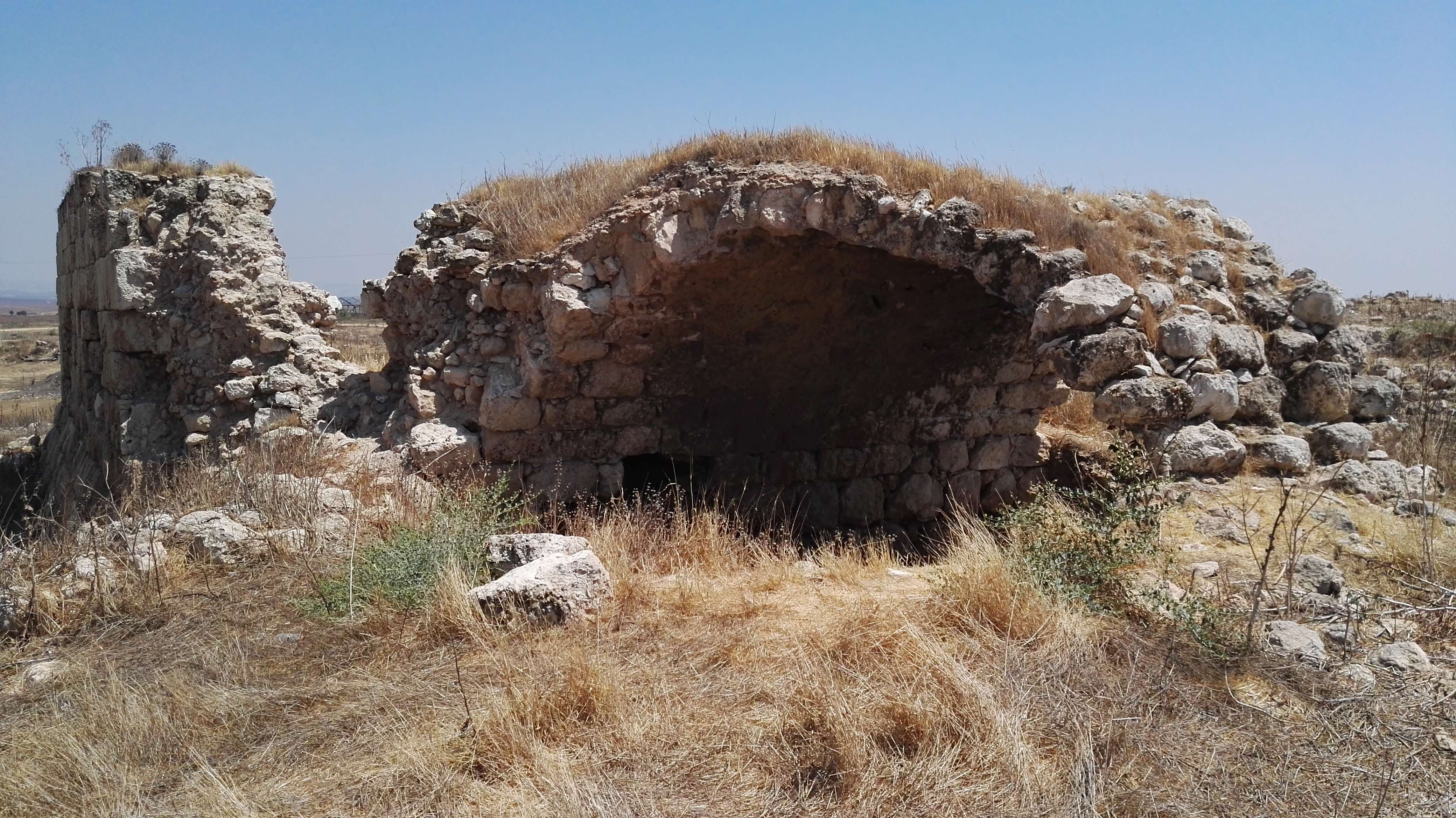
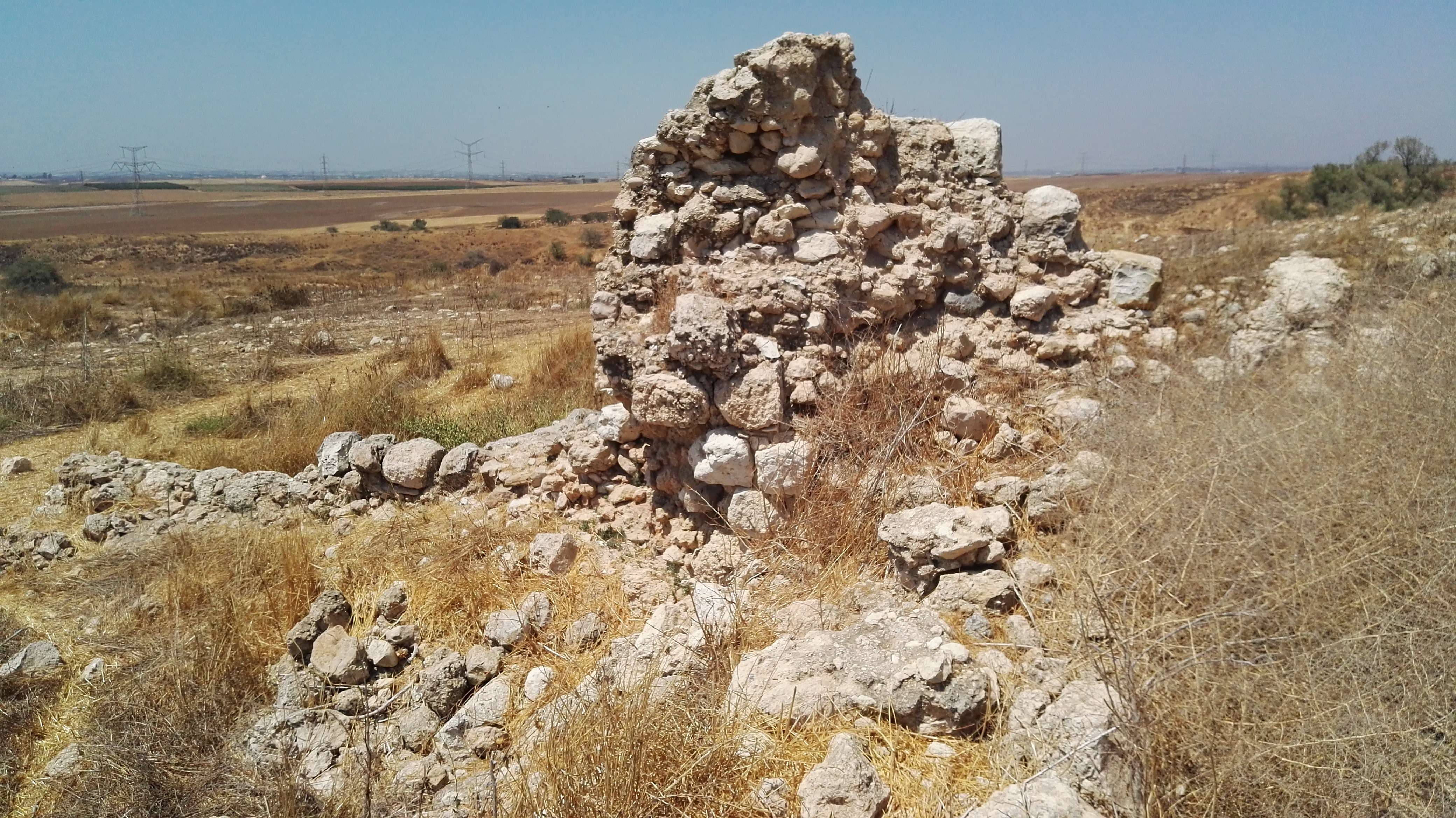
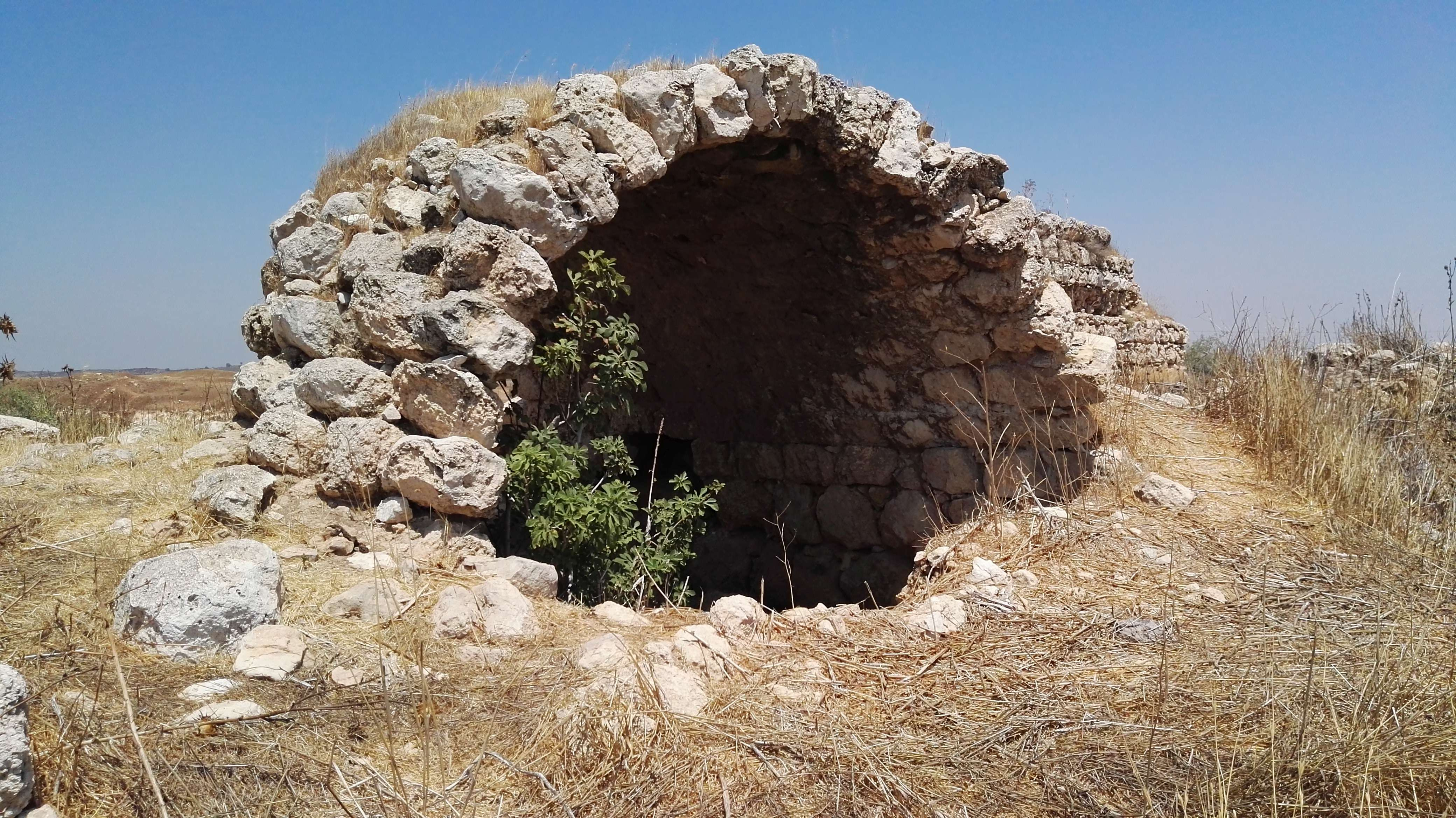